# Cantón de La Bâtie-Neuve
El cantón de La Bâtie-Neuve era una división administrativa francesa, que estaba situada en el departamento de Altos Alpes y la región de Provenza-Alpes-Costa Azul.

## Composición
El cantón estaba formado por ocho comunas:
- Avançon
- La Bâtie-Neuve
- La Bâtie-Vieille
- La Rochette
- Montgardin
- Rambaud
- Saint-Étienne-le-Laus
- Valserres

## Supresión del cantón de La Bâtie-Neuve
En aplicación del Decreto n.º 2014-193 de 20 de febrero de 2014, el cantón de La Bâtie-Neuve fue suprimido el 22 de marzo de 2015 y sus 8 comunas pasaron a formar parte; cinco del nuevo cantón de Tallard y tres del nuevo cantón de Chorges.